# Visitação (Gregório Lopes, Paraíso)
Visitação é uma pintura a óleo sobre madeira, da década de 1520, atribuida ao artista português do Renascimento Gregório Lopes (c. 1490-1550), obra que foi proveniente do Retábulo do Paraíso e que está atualmente ao MNAA.
A Visitação de Gregório Lopes representa obviamente o episódio bíblico da visita de Maria, grávida de Jesus, à sua prima Isabel, que era muito mais velha e que estava igualmente perto de dar à luz João Baptista.
A Gregório Lopes é atribuida a criação de três outras versões da Visitação (todas em Galeria), uma proveniente do extinto Convento de S. Bento e que se encontra actualmente no MNAA, outra proveniente da Igreja do Espírito Santo, em Évora, e outra ainda proveniente do Convento do Bom Jesus de Valverde, estando as duas últimas actualmente no Museu de Évora.

## Descrição
O encontro de Maria e Isabel é representado em primeiro plano, estando em vias de se abraçarem, o que está relacionado com a etimologia da palavra "visitação", que em grego significa saudação. Maria tem um manto verde escuro debruado a ouro, que é o mesmo panejamento com que figura em todos os painéis do retábulo a que pertencia esta pintura, enquanto Isabel, que está à esquerda para o espectador, com a cabeça coberta por um véu branco, tem um vestido vermelho e uma capa escura também debruada a ouro.
Atrás de Maria, como que a segui-la estão dois anjos de asas douradas com semblante prazenteiro. Em segundo plano, e sair do que será a sua casa, está Zacarias, marido de Isabel, longas barbas brancas a acentuar a sua idade avançada, com chapéu preto e traje vermelho e descendo as escadas apoiado a um bordão.
Ao fundo, em edificações  de alguma imponência de arquitectura flamenga, observa-se duas fileiras de arcos, um ao nível térreo e outro num primeiro piso, estando neste três figuras que observam a cena. As árvores que ladeiam a edificação, pintadas com pormenor, completam o fundo. Uma destas árvores, com um tronco elevado o que é acentuado pela menor folhagem, parece sair da cabeça de Maria, confundindo-se a copa com o céu, sendo provável que o pintor pretendesse fixar esta árvore como elemento de contacto entre o mundo terreno e o etéreo.
No terreiro, em frente à edificação, estão algumas aves domésticas, algumas a debicar o chão à cata de comida, o que transmite uma sensação de quotidiano comum nas obras deste Artista.

## História
O Retábulo do Paraíso, assim chamado porque proveio do altar-mor do extinto Convento do Paraíso, em Lisboa, foi já objecto de vários estudos de que resultaram opiniões diversas no que respeita à sua autoria. Tendo sido primeiramente atribuído a Grão Vasco (Vasco Fernandes) por Taborda e Cirilo, esta opinião foi refutada por Raczynski que propôs o nome de Abram Prim (Primus). Carl Justi sugeriu como autor o pintor Velascus e Émile Bertaux dividiu a série em dois conjuntos, atribuindo a "Anunciação", a "Visitação" e a "Natividade" a Cristóvão de Figueiredo, e os restantes painéis ao Mestre do Retábulo de Santiago. Mais tarde, José de Figueiredo reagrupou novamente as oito pinturas e enquadrou-as na obra do "Mestre do Paraíso", no que foi seguido por Reinaldo dos Santos. Finalmente Myron Malkiel-Jirmounsky alertou para o facto de estarmos perante uma obra colectiva e não de um só pintor. Actualmente, e na esteira deste último historiador, ainda que se destaque o nome de Gregório Lopes na elaboração do conjunto retabular, parece certo tratar-se de obra colectiva, o que é desde logo visível na heterogeneidade pictórica e técnica das várias tábuas que o compõem.

## Galeria

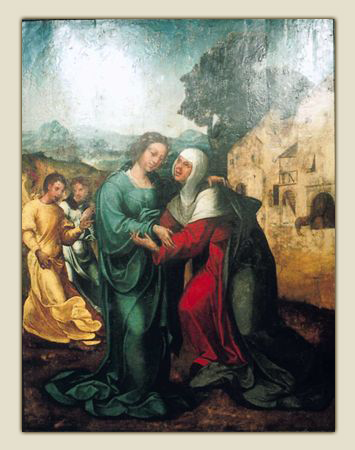
Visitação (c. 1525-1550), de Gregório Lopes, proveniente da Igreja do Espírito Santo (Évora), actualmente no Museu de Évora.
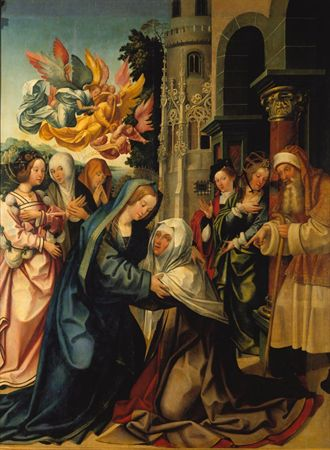
Visitação (c. 1520), de Gregório Lopes e Jorge Leal, proveniente do Convento de São Bento, actualmente no MNAA.
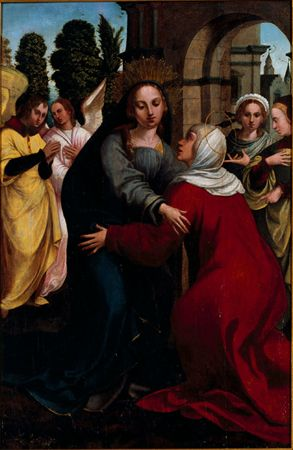
Visitação (década de 1520), de Gregório Lopes, proveniente do Convento do Bom Jesus de Valverde, actualmente no Museu de Évora.

## Ligação externa
- Página oficial do Museu Nacional de Arte Antiga